# Федоріва Олександра Андріївна
Олександра Андріївна Федоріва  (рос. Александра Андреевна Федорива, 13 вересня 1988) — російська легкоатлетка, учасния Олімпійських ігор.
Батько — радянський та російський легкоатлет Андрій Федорів.

## Виступи на Олімпіадах
| Олімпіада  | Дисципліна              | Місце                  |
| ---------- | ----------------------- | ---------------------- |
| Пекін 2008 | біг на 200 метрів       | 8 h2 r3/4              |
| Пекін 2008 | естафета 4 x 100 метрів | Золото дискваліфікація |

У серпні 2015 року розпочалися повторні аналізи на виявлення допінгу зі збережених зразків з Олімпійських ігор у Пекіні 2008 року та Лондоні 2012 року.
Перевірка зразків з Пекіна 2008 року партнерки Олександри Федорівої з естафетного бігу на пекінській олімпіаді — Юлії Чермошанської призвела до позитивного результату на заборонені речовини — станозололу та дегідрохлорметилтестостерону (мастабалу). Рішенням дисциплінарної комісії Міжнародного олімпійського комітету від 16 серпня 2016 року вона була дискваліфікована з Олімпійських ігор в Пекіні 2008 року і позбавлена золотої олімпійської медалі. Разом з нею була дискваліфікована і втратила золоті медалі вся жіноча збірна Росії з естафетного бігу 4×100 метрів на пекінській олімпіаді.